# Bùi Quang Thận

Bùi Quang Thận tại Dinh Độc Lập năm 2010

Bùi Quang Thận (10 tháng 10 năm 1948–24 tháng 6 năm 2012) là Đại tá Quân đội nhân dân Việt Nam. Ông là người lính Quân đội nhân dân Việt Nam đầu tiên cắm lá cờ chiến thắng của Mặt trận Dân tộc Giải phóng miền Nam Việt Nam trên nóc Dinh Độc Lập vào lúc 11 giờ 30 phút ngày 30 tháng 4 năm 1975 .

## Tiểu sử
- Ông sinh năm 1948 tại xã Thụy Xuân, huyện Thái Thụy, tỉnh Thái Bình.
- Ông nhập ngũ năm 1966.
- Từ năm 1966 đến năm 1975 ông trưởng thành từ pháo thủ đến đại đội trưởng Đại đội 8, Trung đoàn tăng thiết giáp 202.
- Ông tham gia chiến dịch Hồ Chí Minh là đại đội trưởng Đại đội 4, Tiểu đoàn 1, Lữ đoàn tăng thiết giáp 203, Quân đoàn 2 (đơn vị đảm nhiệm đánh chiếm Dinh Độc Lập).
- Trưa ngày 30 tháng 4 năm 1975 ông chỉ huy xe tăng T-54 mang số 843 đi đầu đội hình tiến vào Dinh Độc Lập. Khi xe tăng 843 của ông bị kẹt lại tại cổng phụ và xe tăng 390 của Vũ Đăng Toàn húc đổ cổng chính, ông đã nhảy xuống, mang cờ Mặt trận Dân tộc Giải phóng miền Nam Việt Nam cắm trên nóc Dinh Độc Lập
- 1976 ông đi học trường văn hóa, ngoại ngữ của quân đội[2].
- 1978 ông được tham dự hội nghị tal học sinh sinh viên lần thứ 11 ở Cuba. Đến cuối 1978, ông qua học ở Liên Xô 4 năm [2].
- Năm 1975–1999 là phó tiểu đoàn trưởng rồi tiểu đoàn trưởng, lữ đoàn phó rồi lữ đoàn trưởng Lữ đoàn 203, chủ nhiệm tăng thiết giáp Quân đoàn 2.
- Ông được phong quân hàm Đại tá năm 1995
- Ông nghỉ hưu năm 2000 với hàm đại tá.
- Ngày 24 tháng 6 năm 2012, ông qua đời đột ngột tại quê nhà Thái Bình [3].

## Cắm cờ trên nóc Dinh Độc Lập

Tấm ảnh lịch sử của Francoise Demulder: xe 390 húc văng hai cánh cổng chính, còn xe 843 bị kẹt lại ở cổng phụ. Bùi Quang Thận nhảy xuống xe, cầm cờ chạy bộ vào (mũi tên)

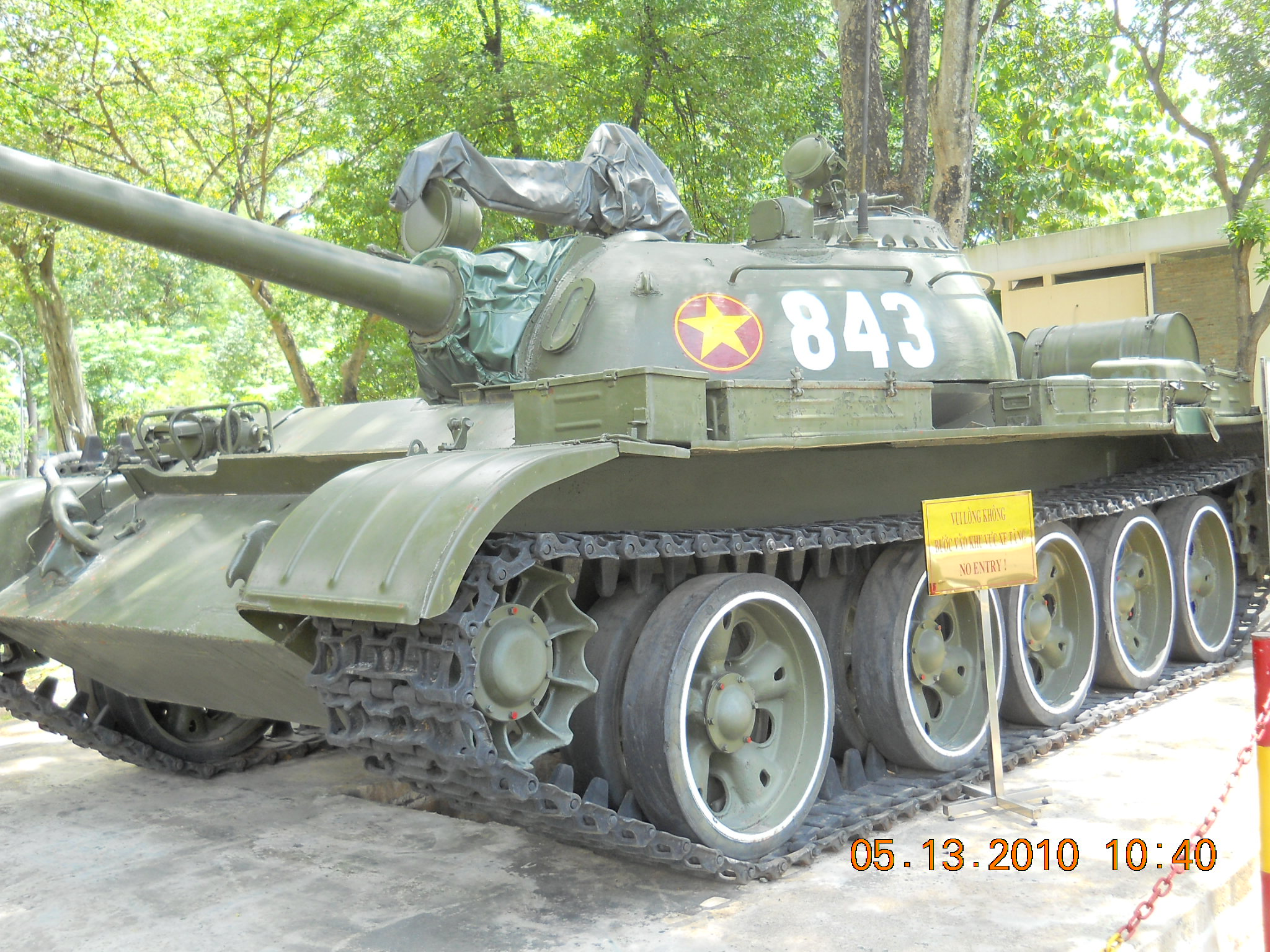
Một phiên bản đồng dạng đồng thời với Xe tăng 843 nay được trưng bày tại Hội trường Thống nhất (Dinh Độc Lập cũ). Xe tăng 843 "gốc" hiện được lưu giữ tại Bảo tàng Lịch sử Quân sự Việt Nam

- Theo lời kể của Bùi Quang Thận: Tiêu diệt xong căn cứ Nước Trong. Đến 9 giờ sáng ngày 30 tháng 4, Đại đội 4 tăng của chúng tôi quyết định vượt cầu tiến vào thành phố phía trước chúng tôi là chiếc xe của Đại đội 3 do đồng chí Hùng chỉ huy bị xe tăng M41 bắn cháy. Xe 843 của tôi vọt lên tiêu diệt xe địch và tiếp tục vượt cầu.

 Khi đến Dinh Độc Lập thấy cổng đóng. Tôi ra lệnh cho pháo thủ 2 Nguyễn Văn Kỷ giục pháo thủ 1 Thái Bá Minh nhắm giữa cổng Dinh Độc Lập khai hỏa. Không hiểu sao đạn không nổ ? Hai lần như vậy, tôi ra lệnh quay nòng pháo ra sau để cho xe húc đổ cổng Dinh. Trong 10 phút phải húc 3 lần thì cánh cổng trái mới bung ra. Ngay lúc đó xe tăng 390 do anh Vũ Đăng Toàn chỉ huy lao vào húc đổ cổng chính. Thế là cả hai xe đều tiến vào bên trong.
 Tôi cầm theo lá cờ rồi chạy vào Dinh mà không mang theo một thứ vũ khí gì! Gặp Lý Quý Chung (Bộ trưởng bộ VHTT chính quyền Việt Nam Cộng Hòa), tôi túm chặt tay bảo "Cho gặp tổng thống Dương Văn Minh". Thấy tổng thống Dương Văn Minh ra, tôi ra lệnh "Đưa tôi lên cột cờ Dinh Độc Lập". Dương Văn Minh đã yêu cầu Lý Quý Chung dẫn tôi lên 
- Theo lời kể của Vũ Đăng Toàn chính trị viên đại đội, chỉ huy xe tăng 390: Tôi thấy anh Bùi Quang Thận (đại đội trưởng đại đội 4, tiểu đoàn 1, lữ đoàn 203, trưởng xe 843) cầm cờ chạy tới nơi. Biết đồng đội vào Dinh làm nhiệm vụ cắm cờ, tôi vội xách khẩu AK (bên hông vẫn đeo súng ngắn) chạy theo để yểm hộ. Hai chúng tôi vừa vào tầng 1 của Dinh đã gặp ông Nguyễn Hữu Hạnh – Phụ tá Tổng thống Dương Văn Minh. Tôi nhớ rõ lúc ấy ông Hạnh mặc quân phục, đội mũ hơi lệch, đeo quân hàm chuẩn tướng. Ông Hạnh chào rất lễ phép và nói Tổng thống Dương Văn Minh đang đợi quân Cách mạng. Lên đến lầu 2, anh Bùi Quang Thận định lên cắm cờ nhưng không biết đường. Ông Nguyễn Hữu Hạnh cử người đi theo và có một người mặc chiếc áo trắng cộc tay nhận dẫn anh Thận đi lên nóc Dinh bằng thang máy. Còn lại một mình với khẩu AK vẫn lăm lăm trên tay, tôi thấy Nội các của Dương Văn Minh nhốn nháo với thái độ khá sợ hãi. Lúc này Ngô Sĩ Nguyên (nguyên pháo thủ số 1 xe 390) cũng lên tới nơi. Hai anh em chúng tôi đã dồn Nội các của Dương Văn Minh vào một chỗ, sau đó Nguyên ra đứng gác ở cửa.
- Nguyễn Văn Tập (nguyên lái xe tăng 390) kể rằng: Khi xe 390 vào sân Dinh Độc Lập thì vẫn còn xe và quân lính chính quyền Sài Gòn. Thấy xe tăng ta vào, họ sợ và chạy hết. Lúc đó sân Dinh Độc Lập rất vắng, không có nhiều quân ta. Tôi thấy anh Thận, anh Toàn rồi sau đó là anh Nguyên vào Dinh nên nhảy khỏi xe 390. Tôi chạy lên bậc thềm sảnh Dinh, bỗng chợt nghĩ: Nếu bây giờ mình vào nhỡ địch quay lại chiếm xe thì sao, nên vội quay lại xe, nhảy vào ghế lái và thò đầu ra ngoài. Sự việc sau đó diễn biến rất nhanh, xe tăng, bộ binh của ta tiến vào Dinh mỗi lúc một đông.

Khi xông vào Dinh Độc Lập thì anh lao đầu vào cửa kính, ngã bật ra phía sau, có lẽ do ngoài Bắc Việt Nam không có loại kính trong suốt này. Sau đó khi được Đại tá Chiêm của VNCH mời vào dinh, anh cũng không dám leo lên thang máy. Theo anh thì: Lúc đó tôi thấy thang máy giống như... cái hòm – Bùi Quang Thận nhớ lại – Vào đó nó nhốt mình luôn, biết bao giờ mới ra được! Sau khi nghe ông Đại tá giải thích, anh bắt ông Đại tá vào trước, anh vào sau.
Vào trong dinh, Bùi Quang Thận đề nghị Vũ Đăng Toàn ở lại "canh chừng" các thành viên nội các Việt Nam Cộng hòa và chờ cấp chỉ huy đến, còn ông thực hiện cho được nhiệm vụ của mình là cắm cờ trên nóc Dinh Độc Lập. Đại tá Chiêm, chỉ huy trưởng lực lượng phòng vệ phủ tổng thống, được lệnh dẫn Bùi Quang Thận cùng hai người đi theo hỗ trợ là Nguyễn Hữu Thái – cựu chủ tịch Tổng hội Sinh viên Sài Gòn và nhà báo Huỳnh Văn Tòng lên cắm cờ trên nóc dinh.
- Bùi Quang Thận kể tiếp: Khi lên đến nơi, tôi hạ cờ ngụy xuống. Nhưng do cờ được buộc chắc chắn nên phải cắn bằng răng, sau đó treo cờ giải phóng vào. Kéo cờ mình lên, tôi lại hạ xuống, đưa tay xem đồng hồ. Tôi thận trọng ghi: 11 giờ 30 ngày 30-4 và ký tên Thận lên góc lá cờ Tổ quốc. Song, kéo cờ lên lại. Tôi quay đầu bước đi, rồi lại quay lại nhặt lá cờ của ngụy với ý định làm vật kỷ niệm trong cuộc đời chiến đấu. Nhưng lá cờ ấy, sau này tôi đã trao lại cho bảo tàng vì nghĩ làm như thế sẽ có ý nghĩa hơn.[5]. Sự kiện cắm cờ trên nóc Dinh Độc Lập của tôi thì lịch sử đã ghi nhận. Đây là hành động tất yếu của người chiến sĩ ở giây phút lịch sử thiêng liêng. Bất kỳ ai có được giây phút ấy cũng không thể làm khác, việc làm ấy trước hết thuộc về lịch sử dân tộc.
- Theo Đại tá Bùi Văn Tùng: "Những ngày đầu đài báo của mình không nói rõ ai là người cắm cờ, nên đã xảy ra tranh chấp giữa Bùi Quang Thận và đại úy Phạm Xuân Thệ. Trung tá Lữ đoàn trưởng 203 Nguyễn Tất Tài, lúc này đã trở thành Phó Bảo Tàng Quân đội, hỏi anh Thệ: ‘Vậy anh có giữ lá cờ Ba que không?’. Anh Thệ đưa ra một lá, anh Thận đưa ra một lá, cả hai cùng rách diềm. Ông Tài, trong ngày 30 tháng 4 đã cẩn thận leo lên nóc Dinh, gỡ diềm cờ Việt Nam Cộng hòa còn vướng lại rồi lặng lẽ cất đi. Ông Tài cho trải cả hai lá cờ ra, ráp diềm vào mới xác nhận được lá cờ anh Thận giữ là lá cờ cuối cùng được Chính quyền Sài Gòn treo trên nóc Dinh Độc Lập".[6]

Sự kiện cắm cờ này còn được viết trong tác phẩm "Người cắm cờ trên Dinh Độc Lập" của Trần Đăng Khoa, in trong tập Người thường gặp.

## Sau khi nghỉ hưu
Như nhiều cựu chiến binh khác, sau khi về hưu, ông hòa vào trong cuộc sống đời thường, phụ giúp vợ mưu sinh. Vợ ông mở cửa hàng gas ở ngay trung tâm phố biển Thụy Xuân, huyện Thái Thụy (Thái Bình). Sáng sáng ông giúp bà mở cửa hàng và dùng xe máy đến tận nhà thay bình gas cho khách.
Phong trào làm đầm nuôi tôm cua phát triển, ông lại đầu tư gần 40 triệu đồng đấu thầu 4 sào đầm. Trừ những ngày bận họp hành, sáng chiều ông ra đầm tôm, nhiều hôm tối mịt mới về.

## Phần thưởng cao quý
- Anh hùng LLVT nhân dân[7]
- 2 Huân chương Chiến công hạng nhất, 1 hạng nhì
- Huân chương Chiến công giải phóng hạng nhất, nhì, ba
- Huân chương Kháng chiến chống Mỹ hạng ba,
- Huy chương Quân kỳ quyết thắng,
- Huy chương Vì sự nghiệp thế hệ trẻ Việt Nam.